# Certhia himalayana
Certhia himalayana là một loài chim trong họ Certhiidae.